# Lex Rubria
Lex Rubria е римски закон от 122 г. пр.н.е. за създаването на първата римска колония извън Италия.
Одобрено е предложението на Рубриите чрез плебисцит. Колонията е кръстена Юноний (от Юнона), а мястото ѝ е определено на бившата територия на Пунически Картаген – извън прокълнатата зона на померия, която била посипана със сол предходно през 146 г. пр.н.е. при обсадата и последвалото превземане и разрушаване от римляните на Картаген. В действителност истинският инициатор на закона е на Гай Гракх, който обаче не посмява да предложи закона от свое име и той по римски обичай да остане в историята с неговото име, за да не бъде прокълнат с името му.
В изпълнение на закона се изгражда Римски Картаген, който бил разрушен при арабското завоюване на Северна Африка през първата половина на 8 век. Император Ираклий е бил управител от римския град на Африканския екзархат преди да поеме върховната власт и да се заеме и с възпитанието в императорския двор на кан Кубрат.